# Перелік атак БпЛА по російських цілях (з 2022)
У цьому переліку наведені атаки БпЛА по російських цілях у російсько-українській війні. Жовтим кольором позначені атаки по об'єктах нафтогазової інфраструктури, червоним — по військових цілях (у тому числі заводах що належать до російського ВПК), фіолетовим — обʼєкти залізничної інфраструктури.
Подано інформацію тільки про ті удари, щодо яких є документально підтверджені наслідки влучань.

## Загальна інформація
3 травня 2023 року два безпілотники намагалися атакувати Московський Кремль. 30 травня того ж року Москва зазнала атаки дронами достеменно невідомого походження.
В ніч на 9 березня 2024 року Росію атакувало щонайменше 47 дронів. Зокрема, російське міністерство оборони повідомило про збиття 41 дрона у Ростовській області, 3 — у Волгоградській, 2 — у Курській, 1 — у Бєлгородській області.

## Перелік

### 2022
| дата       | регіон                         | об'єкт              | влучання                                                                                   |
| ---------- | ------------------------------ | ------------------- | ------------------------------------------------------------------------------------------ |
| 22.06.2022 | Ростовська обл., Новошахтинськ | Новошахтинський НПЗ | внаслідок атаки безпілотників виникла пожежа на площі 50 м²                                |
| 16.11.2022 | Орловська обл., Орел           | нафтобаза           | відомо про атаку дронів на нафтобазу                                                       |
| 05.12.2022 | Саратовська обл., Енгельс      | авіабаза «Енгельс»  | було повідомлено про пошкодження двох бомбардувальників Ту-95                              |
| 05.12.2022 | Рязанська обл., Дягілєво       | авіабаза «Дягілєво» | від атаки вибухнув бензовоз та було пошкоджено три стратегічних бомбардувальника Ту-22М3   |
| 26.12.2022 | Саратовська обл., Енгельс      | авіабаза «Енгельс»  | відомо про щонайменше трьох загиблих офіцерів внаслідок атаки дронів на авіабазу «Енгельс» |

### 2023
| дата       | регіон                                | об'єкт                          | влучання                                                                            |
| ---------- | ------------------------------------- | ------------------------------- | ----------------------------------------------------------------------------------- |
| 28.02.2023 | Краснодарський край, Туапсе           | нафтопереробний завод           | БпЛА атакували територію нафтозаводу «Роснєфть»                                     |
| 28.02.2023 | Краснодарський край, Єйськ            | військовий аеродром             | відомо про вибухи в районі аеродрому, стовп диму та пожежу яка спалахнула опісля    |
| 04.03.2023 | Бєлгородська обл., Разумне            | нафтопровід «Транснєфть-Дружба» | відомо про атаку БпЛА підстанції нафтопроводу «Транснєфть-Дружба»                   |
| 03.05.2023 | Краснодарський край, Тамань           | нафтобаза                       | пожежа на нафтобазі «Таманьнєфтєґаз» внаслідок удару БпЛА                           |
| 03.05.2023 | Москва                                | Кремль                          | російською стороною заявлено про спробу атаки Кремля, зафіксовано вибухи            |
| 04.05.2023 | Ростовська обл., Новошахтинськ        | Новошахтинський НПЗ             | незначна пожежа                                                                     |
| 04.05.2023 | Краснодарський край, Ільський         | Ільський НПЗ                    | пожежа на резервуарі                                                                |
| 05.05.2023 | Краснодарський край, Ільський         | Ільський НПЗ                    | повторний удар БпЛА і пожежа інфраструктури Ільського нафтопереробного заводу       |
| 26.05.2023 | Ростовська обл., Морозовськ           | військовий аеродром             | зафіксовано атаку на територію військового аеродрому                                |
| 27.05.2023 | Тверська обл., Єрохіно                | нафтопереробна станція          | атака нафтопереробної станції, яка обслуговує нафтопровід «Дружба»                  |
| 28.05.2023 | Краснодарський край, Ільський         | Ільський НПЗ                    | пожежа на Ільському нафтопереробному заводі внаслідок заявленої атаки БпЛА          |
| 28.05.2023 | Псковська обл., Литвинове             | будівля нафтопроводу            | атака по адміністративній будівлі нафтопроводу                                      |
| 31.05.2023 | Краснодарський край, Афіпський        | Афіпський НПЗ                   | пожежа на установці по перегонці мазуту                                             |
| 31.05.2023 | Краснодарський край, Ільський         | Ільський НПЗ                    | вибух на території, без займання                                                    |
| 02.06.2023 | Смоленська обл., Пересна              | паливно-енергетичний комплекс   | заявлено про атаку на об'єкти паливно-енергетичного комплексу                       |
| 02.06.2023 | Смоленська обл., Діваси               | паливно-енергетичний комплекс   | заявлено про атаку на об'єкти паливно-енергетичного комплексу                       |
| 14.07.2023 | Воронезька обл., Воронеж              | військовий аеродром             | заявлено про атаку аеропорту «Балтимор»                                             |
| 19.08.2023 | Новгородська обл., Сольці             | військовий аеродром             | зафіксовано знищення щонайменше одного Ту-22М3 внаслідок атаки                      |
| 21.08.2023 | Калузька обл., Шайківка               | військовий аеродром             | відомо про атаку на аеродром                                                        |
| 27.08.2023 | Курська обл., Курськ                  | аеродром                        | відомо про атаку аеродрому у російському Курську в ніч на 27 серпня                 |
| 30.08.2023 | Калузька обл., Полотняний Завод       | НПЗ «Пєрвий Завод»              | пожежа на трубопроводі                                                              |
| 30.08.2023 | Брянська обл., Брянськ                | завод «Кремній ЕЛ»              | атака на один із найбільших заводів із випуску мікроелектроніки у РФ — «Кремній ЕЛ» |
| 07.09.2023 | Волгоградська обл., Котлубань         | військова частина               | відомо про атаку на в/ч 57229-51                                                    |
| 08.09.2023 | Брянська обл., Брянськ                | завод «Кремній ЕЛ»              | відомо про три атаки протягом двох діб на завод «Кремній ЕЛ»                        |
| 09.09.2023 | Брянська обл., Брянськ                | завод «Кремній ЕЛ»              | відомо про три атаки протягом двох діб на завод «Кремній ЕЛ»                        |
| 17.09.2023 | Орловська обл., Орел                  | нафтобаза                       | відомо про влучання безпілотників у нафтобазу                                       |
| 20.09.2023 | Краснодарський край, Сочі             | нафтобаза                       | відомо про влучання у нафтобазу                                                     |
| 24.09.2023 | Курська обл., Курськ                  | нафтопереробний завод           | влучання у нафтопереробний завод                                                    |
| 24.09.2023 | Курська обл., Халіно                  | військовий аеродром             | атака на території авіабази                                                         |
| 25.09.2023 | Брянська обл., Брянськ                | дизельний завод                 | безпілотник атакував дизельний завод у Брянську                                     |
| 01.10.2023 | Смоленська обл., Смоленськ            | авіа-ракетний завод             | відомо про атаку на Смоленський авіаційний завод, де виробляли ракети Х-59          |
| 28.10.2023 | Курська обл., Курська АЕС             | Курська АЕС                     | атака складу ядерних відходів, пошкодження складу та адмінбудівель АЕС              |
| 29.10.2023 | Краснодарський край, Афіпський        | Афіпський НПЗ                   | відомо про атаку БпЛА на Афіпський нафтопереробний завод                            |
| 14.11.2023 | Брянська обл., Сєльцо                 | завод з виробництва вибухівки   | атака на завод з виробництва вибухівки та виробника ракетного озброєння             |
| 27.11.2023 | Смоленська обл., Смоленськ            | авіа-ракетний завод             | відомо про чергову атаку на Смоленський авіаційний завод, де виробляли ракети Х-59  |
| 28.11.2023 | Ростовська обл., Каменськ-Шахтинський | машинобудівний завод            | російські ЗМІ заявили про атаку БпЛА на машинобудівний завод                        |
| 12.12.2023 | Воронезька обл., Воронеж              | нафтобаза                       | відомо про атаку на нафтобазу та пожежу                                             |
| 30.12.2023 | Брянська обл., Брянськ                | завод «Кремній ЕЛ»              | відомо про атаку на завод «Кремній ЕЛ»                                              |

### 2024
| дата       | регіон                                    | об'єкт                                         | влучання                                                                |
| ---------- | ----------------------------------------- | ---------------------------------------------- | ----------------------------------------------------------------------- |
| 11.01.2024 | Воронезька обл., Борисоглєбськ            | 711-й авіаційний ремонтний завод               | відомо про атаку на адміністративну будівлю та авіазавод                |
| 18.01.2024 | Санкт-Петербург                           | Петербурзький нафтовий термінал                | невдала спроба, робота ППО                                              |
| 18.01.2024 | Брянська обл., Клинці                     | нафтобаза                                      | відомо про атаку БпЛА та пожежу на території нафтобази                  |
| 21.01.2024 | Ленінградська обл., Усть-Луга             | Морський нафтовий термінал «Новатек»           | значна пожежа, яку ліквідовували добу                                   |
| 21.01.2024 | Тульська обл., Тула                       | оборонний завод «Щєґловскій вал»               | атака безпілотників на оборонне підприємство «Щєґловскій вал»           |
| 25.01.2024 | Краснодарський край, Туапсе               | Туапсинський НПЗ                               | сильна пожежа на вакуумній установці                                    |
| 29.01.2024 | Ярославльська обл., Ярославль             | НПЗ «Славнєфть-ЯНОС»                           | невдала спроба, протидія РЕБ                                            |
| 31.01.2024 | Нижньогородська обл., Кстово              | «Лукойл-Ніжеґороднєфтєорґсінтєз»               | дрони знешкоджені РЕБ                                                   |
| 03.02.2024 | Волгоградська обл., Волгоград             | «Лукойл-Волґоґраднєфтєпєрєработка»             | безпілотники уразили установку первинної переробки нафти                |
| 09.02.2024 | Краснодарський край, Ільський             | Ільський НПЗ                                   | вибух та пожежа                                                         |
| 15.02.2024 | Курська обл., Польова                     | нафтобаза                                      | атакована нафтобаза, уражено три резервуари місткістю понад 100 тонн    |
| 17.02.2024 | Курська обл., Польова                     | нафтобаза                                      | відомо про повторну атаку нафтобази                                     |
| 01.03.2024 | Нижньогородська обл., Дзержинськ          | завод імені Свердлова                          | атака БпЛА на завод імені Свердлова, що виробляє вибухівку              |
| 02.03.2024 | Свердловська обл., Єкатеринбург           | електропідстанція                              | атакована електропідстанція (забезпечує енергією три оборонні заводи)   |
| 05.03.2024 | Бєлгородська обл., Губкін                 | нафтобаза «Бєлґороднєфтєпродукт»               | влучання у нафтобазу АО «Бєлґороднєфтєпродукт», масштабна пожежа        |
| 06.03.2024 | Курська обл., Желєзногорськ               | ГЗК імені О.В. Варичева                        | влучання у резервуари з пальним на території ГЗК імені О.В. Варичева    |
| 06.03.2024 | Курська обл., Желєзногорськ               | «Управління вантажних автоперевезень»          | повторне влучання на території «Управління вантажних автоперевезень»    |
| 09.03.2024 | Ростовська обл., Таганрог                 | Таганрозький авіаційний завод                  | відомо про влучання БпЛА у приміщення таганрозького авіаційного заводу  |
| 12.03.2024 | Нижньогородська обл., Кстово              | «Лукойл-Ніжеґороднєфтєорґсінтєз»               | пожежа, переробку нафти зупинено                                        |
| 12.03.2024 | Орловська обл., Орел                      | нафтобаза і нафтопереробний завод              | ударні безпілотники вночі атакували нафтобазу і нафтопереробний завод   |
| 13.03.2024 | Ленінградська обл., Кіриші                | нафтопереробний завод                          | відомо про спробу атаки БпЛА на нафтопереробний завод                   |
| 13.03.2024 | Ростовська обл., Новошахтинськ            | Новошахтинський НПЗ                            | робота підприємства зупинена, але відновлена того ж дня                 |
| 13.03.2024 | Рязаньська обл., Рязань                   | Рязанський НПЗ                                 | внаслідок влучання безпілотників виникла пожежа, травмовані працівники  |
| 13.03.2024 | Воронезька обл., Воронеж                  | військовий аеродром                            | відомо про атаку на військовий аеродром у Воронежі                      |
| 13.03.2024 | Воронезька обл., Бутурлинівка             | авіабаза Військово-повітряних сил РФ           | відомо про атаку на авіабазу Військово-повітряних сил РФ у Бутурлінівці |
| 15.03.2024 | Калужська обл. Полотняний Завод           | НПЗ «Пєрвий Завод»                             | уражено нафтопереробний завод у Калузькій області                       |
| 15.03.2024 | Липецька обл., станція Станова            | нафтопереробна станцію нафтопроводу «Дружба»   | атакована нафтопереробна станція нафтопроводу «Дружба»                  |
| 15.03.2024 | Воронезька обл., Бутурлинівка             | авіабаза Військово-повітряних сил РФ           | відомо про повторну атаку авіабази у Бутурлінівці                       |
| 16.03.2024 | Самарська обл., Сизрань                   | Сизранський НПЗ                                | пожежа на установці переробки тривала більше доби                       |
| 16.03.2024 | Самарська обл., Самара                    | Куйбишевський НПЗ                              | відбулася атака БпЛА на Куйбишевський нафтопереробний завод             |
| 16.03.2024 | Самарська обл., Новокуйбишевськ           | Новокуйбишевський НПЗ                          | відомо про атаку НПЗ та пожежу                                          |
| 17.03.2024 | Краснодарський край, Слов'янськ-на-Кубані | Славянскій НПЗ                                 | пожежа внаслідок атаки БпЛА, відомо про евакуацію персоналу             |
| 20.03.2024 | Саратовська обл., Енгельс                 | військовий аеродром                            | відомо про атаки БпЛА, та вибухи у районі авіабази                      |
| 23.03.2024 | Самарська обл., Самара                    | Куйбишевський НПЗ                              | пожежа на колоні початкової переробки нафти                             |
| 23.03.2024 | Самарська обл., Новокуйбишевськ           | Новокуйбишевський НПЗ                          | спроба атаки, без пошкоджень обладнання                                 |
| 25.03.2024 | Ростовська обл., Новочеркаськ             | Новочеркаська ДРЕС                             | безпілотники атакували Новочеркаську ДРЕС, зупинилися два енергоблоки   |
| 02.04.2024 | Татарстан, Нижньокамськ                   | НПЗ «Єлаз-Нєфтєпродукт»                        | влучання в установку первинної переробки нафти, пожежа                  |
| 02.04.2024 | Татарстан, Єлабуга                        | виробничі потужності АТ ОЕЗ ПВТ «Алабуга»      | атакований завод з виробництва ударних БпЛА Shahed 136                  |
| 05.04.2024 | Краснодарський край, Єйськ                | військовий аеродром                            | атака військового аеродрому, відомо про ураження одного з літаків       |
| 09.04.2024 | Воронезька обл., Борисоглєбськ            | центр підготовки військових льотчиків          | атака на навчальний авіаційний центр підготовки військових льотчиків    |
| 11.04.2024 | Мордовія, Ковилкіно                       | РЛС 29Б6 «Контейнер»                           | відомо про атаку БпЛА і руйнування на військовому об'єкті               |
| 17.04.2024 | Татарстан, Казань                         | авіазавод ім. Горбунова                        | атаковано завод, де виготовляються/ремонтуються літаки Ту-22М і Ту-160М |
| 18.04.2024 | Воронезька обл., Воронеж                  | склад ПММ                                      | атака на промисловий об'єкт, склад з паливно-мастильними матеріалами    |
| 18.04.2024 | Ростовська обл., Каменськ-Шахтинський     | Кам’янський хімічний завод                     | атаковано хімічний завод (виробник твердого палива зенітних ракет)      |
| 20.04.2024 | Смоленська обл., Кардимово                | нафтобаза «Кардимове» та інші                  | уражено нафтобазу «Кардимове», паливно-енерг. об'єкт «Нєфтіка»          |
| 20.04.2024 | Калузька обл., Малоярославецький район    | об'єкт енергетичної інфраструктури             | відомо про атаки БпЛА та пошкодження енергетичної інфраструктури        |
| 20.04.2024 | Брянська обл., Вигоничі                   | об'єкт енергетичної інфраструктури             | пожежа на об'єкті енергетичної інфраструктури внаслідок атаки БпЛА      |
| 21.04.2024 | Псковська обл., Великі Луки               | нафтобаза «Псковнєфтєпродукт»                  | безпілотиками була атакована нафтобаза, відомо про пожежу               |
| 24.04.2024 | Смоленська обл., Раздорово                | нафтобаза                                      | відомо про влучання БпЛА у нафтобазу                                    |
| 24.04.2024 | Смоленська обл., Ярцево                   | нафтобаза                                      | відомо про влучання БпЛА у нафтобазу                                    |
| 24.04.2024 | Липецька обл., Липецьк                    | Новолипецький металургійний комбінат           | відомо про руйнування будівлі кисневої станції комбінату                |
| 27.04.2024 | Краснодарський край, Слов'янськ-на-Кубані | «Славянскій» НПЗ                               | пошкоджена ректифікаційна колона                                        |
| 27.04.2024 | Краснодарський край, Ільський             | Ільський НПЗ                                   | атака БпЛА на нафтопереробний завод                                     |
| 27.04.2024 | Краснодарський край, Кущевська            | військовий аеродром                            | уражено склади бомб, ймовірне ураження літаків                          |
| 01.05.2024 | Рязанська обл., Рязань                    | нафтопереробний завод «Рязаньнєфтєпродукт»     | повторна (з березня) атака нафтозаводу «Рязаньнєфтєпродукт», пожежа     |
| 02.05.2024 | Краснодарський край, Афіпський            | Афіпський НПЗ                                  | відомо про чергову атаку БпЛА, наслідки не встановлені                  |
| 02.05.2024 | Смоленська обл., Рославльський р-н        | об'єкт енергетичної інфраструктури             | відомо про влучання БпЛА у об'єкт енергетичної інфраструктури           |
| 02.05.2024 | Орловська обл., Глазуновський р-н         | об'єкт енергетичної інфраструктури             | відомо про влучання БпЛА у об'єкт енергетичної інфраструктури           |
| 02.05.2024 | Орловська обл., Свердловський р-н         | об'єкт енергетичної інфраструктури             | відомо про влучання БпЛА у об'єкт енергетичної інфраструктури           |
| 02.05.2024 | Курська обл., Понирі                      | об'єкт енергетичної інфраструктури             | відомо про влучання БпЛА у об'єкт енергетичної інфраструктури           |
| 05.05.2024 | Тверська обл., Торопець                   | військова частина                              | відомо про атаку військової частини                                     |
| 09.05.2024 | Башкортостан, Салават                     | нафтоперероний завод                           | атака БпЛА на нафтоперероний завод «Газпром нєфтєхім Салават»           |
| 09.05.2024 | Краснодарський край, Юрівка               | нафтобаза                                      | відомо про атаку на нафтобазу, сталася масштабна пожежа                 |
| 10.05.2024 | Калузька обл., Полотняний Завод           | нафтопереробний завод «Пєрвий завод»           | повторно (з березня) уражено НПЗ «Первый завод» у Калузькій області     |
| 12.05.2024 | Волгоградська обл., Волгоград             | Волгоградський НПЗ                             | атаковано Волгоградський нафтопереробний завод, виникла пожежа          |
| 13.05.2024 | Липецька обл., Становлянський округ       | електропідстанція                              | через атаку дронів у Липецькій області РФ загорілася електропідстанція  |
| 14.05.2024 | Московська обл., Балашиха                 | електропідстанція                              | атакована електропідстанція (живить в/ч ФСБ і військовий завод)         |
| 15.05.2024 | Ростовська обл.                           | склад ПММ                                      | в ніч на 15 травня безпілотники ГУР МО атакували паливну базу           |
| 16.05.2024 | Тульська обл., Тула                       | завод «Базальт»                                | оборонний завод, державне науково-виробниче підприємство «Базальт»      |
| 17.05.2024 | Краснодарський край, Новоросійськ         | портова та нафтова інфраструктра               | відомо про атаку безпілотників на портову та нафтову інфраструктру      |
| 17.05.2024 | Краснодарський край, Туапсе               | нафтопереробне підприємство                    | уражено нафтопереробне підприємство компанії «Роснєфть»                 |
| 19.05.2024 | Краснодарський край, Слов'янськ-на-Кубані | «Славянскій» НПЗ                               | пошкоджено щонайменше одну установку                                    |
| 19.05.2024 | Ленінградська обл., Виборг                | нафтобаза на території порту                   | в результаті атаки на нафтобазу знищено три резервуари з пальним        |
| 19.05.2024 | Краснодарський край, Кущевська            | військовий аеродром                            | внаслідок атаки на військовий аеродром було пошкоджено літак Су-27      |
| 23.05.2024 | Краснодарський край, Армавір              | РЛС «Воронеж-М»                                | відомо про атаку українських безпілотників на РЛС «Воронеж-М»           |
| 26.05.2024 | Оренбурзька обл., Новоорський район       | РЛС «Воронеж-М»                                | відомо про атаку українських безпілотників на РЛС «Воронеж-М»           |
| 27.05.2024 | Орловська обл., Лівни                     | паливно-заправні станції                       | атаковано дві паливно-заправні станції неподалік нафтобази              |
| 06.06.2024 | Ростовська обл., Новошахтинськ            | Новошахтинський НПЗ                            | повторна (після 13 березня) атаку на Новошахтинський НПЗ, пожежу        |
| 06.06.2024 | Бєлгородська обл., Старий Оскол           | нафтобаза                                      | атака нафтобази, займання одного з резервуарів                          |
| 08.06.2024 | Ростовська обл., Таганрозька затока       | буксир «Інженер Смирнов», баржа «Секція-179»   | відбулася атака на буксир «Інженер Смирнов» та баржу «Секція-179»       |
| 08.06.2024 | Північна Осетія, Моздок                   | військовий аеродром                            | група ударних безпілотників атакувала російський військовий аеродром    |
| 08.06.2024 | Астраханська обл., Ахтубінськ             | військовий аеродром                            | уражено два новітніх винищувачі Су-57, один з яких ймовірно знищений    |
| 14.06.2024 | Ростовська обл., Морозовськ               | військовий аеродром                            | атака об'єктів енергетики та ангар з літаками військового аеродрому     |
| 17.06.2024 | Липецька обл., НЛМК                       | металургійний комбінат                         | заявляється про атаку БпЛА на Новолипецький металургійний комбінат      |
| 18.06.2024 | Ростовська обл., Азов                     | нафтобаза                                      | БпЛА атакували резервуари з нафтопродуктами, спалахнула пожежа          |
| 18.06.2024 | Краснодарський край, Чушка                | нафтобаза «Юґнєфтєхімтранзіт»                  | ураження нафтобази і терміналу нафтопродуктів і хімічних вантажів       |
| 20.06.2024 | Тамбовська обл., Пєрвомайскій             | нафтобаза                                      | нафтобаза була атакована безпілотниками, пожежа                         |
| 20.06.2024 | Адигея, Енем                              | нафтобаза «Лукойл»                             | заявлено про атаку безпілотників, влучання в нафтобазу «Лукойл»         |
| 20.06.2024 | Краснодарський край, Афіпський            | Афіпський НПЗ                                  | відомо про атаку на Афіпський нафтопереробний завод та пожежу           |
| 21.06.2024 | Краснодарський край, Ільський             | Ільський НПЗ                                   | відомо про ймовірно атаку безпілотників на НПЗ                          |
| 21.06.2024 | Краснодарський край, Єйськ                | полігон 726-го навчального центру ППО          | внаслідок удару по полігону було знищено понад сотню дронів             |
| 27.06.2024 | Тверська обл., Рєдкино                    | паливне підприємство «Рєдкінскій опитний завод | ударні безпілотники атакували завод із виробництва авіаційного палива   |
| 28.06.2024 | Тамбовська обл., Мічуринський округ       | нафтобаза                                      | дрон атакував нафтобазу, унаслідок чого виникла пожежа                  |
| 28.06.2024 | Липецька обл., НЛМК                       | металургійний комбінат                         | ударні безпілотники атакували Новолипецький металургійний комбінат      |
| 28.06.2024 | Тверська обл., Торопець                   | військова частина                              | внаслідок атаки БпЛА сталася пожежа у військовій частині                |
| 04.07.2024 | Тамбовська обл., Котовськ                 | пороховий завод                                | відомо про атаку безпілотників на Тамбовський пороховий завод           |
| 04.07.2024 | Ставропольський край, Московське          | військова частина 33443                        | БпЛА атакували військову частину ГРУ                                    |
| 05.07.2024 | Краснодарський край, Прим.-Ахтарськ       | енергетична інфраструктура                     | пошкоджено місцеву електропідстанцію в результаті атаки                 |
| 05.07.2024 | Ростовська обл., Ростов-на-Дону           | термінал із перевалки нафтопродуктів           | атаковано нафтовий термінал між Батайськом і Ростовом                   |
| 06.07.2024 | Краснодарський край, ст. Ленінградська    | нафтобаза                                      | загоряння резервуара з паливом на нафтобазі унаслідок атаки БпЛА        |
| 06.07.2024 | Краснодарський край, ст. Павловська       | нафтобаза «Лукойл-Юґнєфтєпродукт»              | зафіксовано влучання безпілотників та пожежу                            |
| 06.07.2024 | Краснодарський край, Єйський р-н          | інфраструктура звʼязку                         | заявлено про пошкодження інфраструктури звʼязку внаслідок атаки         |
| 07.07.2024 | Воронезька обл., Сєргєєвка                | склад боєприпасів                              | безпілотники СБУ вразили склад боєприпасів                              |
| 09.07.2024 | Волгоградська обл., Калач-на-Дону         | нафтобаза                                      | уражено два комплекси ємностей із паливом                               |
| 09.07.2024 | Астраханська обл., Капустин Яр            | корпус ракетного полігону                      | атака на монтажно-випробувальний корпус полігону                        |
| 09.07.2024 | Астраханська обл., Ахтубінськ             | військовий аеродром                            | відомо про атаку безпілотниками військового аеродрому                   |
| 09.07.2024 | Ростовська обл., Юдіно                    | 500 кВ електропідстанція                       | атака по 500 кВ електропідстанції у Ростовській області                 |
| 12.07.2024 | Тульська обл., Камʼянецький               | завод                                          | відомо про влучкання дронів у приміщення заводу «Промет-СЕЗ»            |
| 13.07.2024 | Ростовська обл., Цимлянський р-н          | нафтобаза                                      | атаковано резервуари із бензином та дизельним пальним на нафтобазі      |
| 20.07.2024 | Ростовська обл., Міллерово                | військовий аеродром                            | ударні безпілотники уразили об’єкти на військовому аеродромі            |
| 22.07.2024 | Краснодарський край, Туапсе               | нафтопереробний завод «Роснєфть»               | дрони атакували нафтопереробний завод, пожежа внаслідок влучань         |
| 22.07.2024 | Ростовська обл., Морозовськ               | військовий аеродром                            | від атаки почалася пожежа, уражено літак та засоби ППО                  |
| 23.07.2024 | Краснодарський край, порт Кавказ          | залізничний пором                              | уражено залізничний пором «Славянін»                                    |
| 26.07.2024 | Курська обл.                              | електропідстанція                              | відомо про ураження трьох електропідстанцій у Курській області          |
| 27.07.2024 | Рязанська обл., Рязань                    | військовий аеродром                            | атака безпілотників на військовий аеродром і нафтопереробний завод      |
| 28.07.2024 | Курська обл., Полєвая                     | нафтобаза                                      | безпілотники ГУР МО атакували нафтобазу у Курській області              |
| 28.07.2024 | Нижньогородська обл., Кстово              | «Лукойл-Ніжеґороднєфтєорґсінтєз»               | дрон атакував нафтопереробний завод у Нижньогородській області          |
| 28.07.2024 | Курська обл., Курськ                      | електропідстанція                              | влучання по електропідстанції з відімкненням енергопостачання           |
| 28.07.2024 | Бєлгородська обл., Томаровка              | електропідстанція                              | відомо про ураження електропідстанції                                   |
| 29.07.2024 | Орловська обл., Глазуновка                | електропідстанція                              | український БпЛА уразив підстанцію в селі Глазунівка Орловської області |
| 02.08.2024 | Краснодарський край, Тихорєцьк            | електропідстанція                              | відомо про атаку безпілотниками електропідстанції                       |
| 03.08.2024 | Бєлгородська обл., Губкінський р-н        | нафтобаза                                      | дрони уразили нафтобазу «Губкінська» у Бєлгородській області            |
| 03.08.2024 | Ростовська обл., Кам.-Шахтинський         | нафтобаза                                      | українські дрони уразили нафтобазу комбінату «Атлас» Росрезерву         |
| 03.08.2024 | Ростовська обл., Морозовськ               | військовий аеродром                            | знищено склад боєприпасів та щонайменше один літак Су-34                |
| 03.08.2024 | Ростовська обл., Степовий                 | військова частина                              | відомо про ураження безпілотниками в/ч 11659                            |
| 04.08.2024 | Ростовська обл., Азов                     | нафтобаза                                      | атака українських безпілотників по території нафтобази у місті Азов     |
| 09.08.2024 | Липецька обл., Липецьк                    | військовий аеродром                            | атаковано аеродром «Липецьк», уражено склади з КАБами                   |
| 09.08.2024 | Бєлгородська обл., Новий Оскол            | ремонтна база                                  | атакована ремонтна база російських військових                           |
| 09.08.2024 | Курська обл., Курчатов                    | електропідстанція                              | відомо про ураження електропідстанції і знеструмлення міста             |
| 14.08.2024 | Нижегородська обл., Саваслейка            | військовий аеродром                            | відомо про масовану атаку безпілотниками по авіабазі «Саваслейка»       |
| 14.08.2024 | Воронезька обл., Борисоглєбськ            | військовий аеродром                            | відомо про масовану атаку безпілотниками по авіабазі                    |
| 14.08.2024 | Воронезька обл., Балтимор                 | військовий аеродром                            | атака безпілотниками авіабази «Балтімор» на околиці Воронежа            |
| 18.08.2024 | Ростовська обл., Пролетарськ              | нафтобаза Росрезерву                           | атакована нафтобаза, резервуари з дизельним пальним, пожежі             |
| 22.08.2024 | Волгоградська обл., Мариновка             | військовий аеродром                            | ураження території військового аеродрому, детонації та пожежі           |
| 23.08.2024 | Ростовська обл., Пролетарськ              | нафтобаза                                      | повторний удар по нафтобазі, що продовжувала горіти з 18 серпня         |
| 24.08.2024 | Ростовська обл., Батайськ                 | військовий аеродром                            | атака безпілотників по території військових об'єктів у місті Батайськ   |
| 28.08.2024 | Ростовська обл., Молодіжний               | нафтобаза                                      | відомо про влучання у нафтобазу і масштабну пожежу                      |
| 28.08.2024 | Кіровська обл., Котельнич                 | склад нафтопродуктів                           | відомо про атаку БпЛА і влучання у склад нафтопродуктів                 |
| 30.08.2024 | Калузька обл., Калуга                     | завод                                          | відомо про атаку БпЛА та ураження промислової інфраструктури            |
| 01.09.2024 | Московська обл., Московський НПЗ          | нафтопереробний завод                          | атака безпілотниками Московського нафтопереробного заводу               |
| 01.09.2024 | Тверська обл., Конаково                   | газорозподільна станція                        | відомо про атаку газорозподільної мережі (ГРМ) «Конаково»               |
| 01.09.2024 | Тверська обл., Конаківська ДРЕС           | гідроелектростанція                            | після атаки виникла пожежа біля місцевої ДРЕС                           |
| 01.09.2024 | Московська обл., Каширська ДРЕС           | гідроелектростанція                            | атака безпілотниками будівель Каширської ДРЕС                           |
| 08.09.2024 | Бєлгородська обл., Ютанівка               | склад нафтопродуктів                           | українські дрони атакували майданчик для зберігання палива              |
| 10.09.2024 | Калузька обл., Шайківка                   | військовий аеродром                            | відомо про спробу атаки військового аеродрому                           |
| 10.09.2024 | Курська обл., Халіно                      | військовий аеродром                            | відомо про спробу атаки військового аеродрому                           |
| 10.09.2024 | Московська обл., Москва                   | аеропорт                                       | влучання у об'єкти аеродрому та житлові будинки                         |
| 18.09.2024 | Тверська обл., Торопєц                    | 107-й арсенал ГРАУ                             | українські безпілотники завдали удару по базі боєприпасів, детонації    |
| 21.09.2024 | Тверська обл., Октябрскоє                 | 23-й арсенал ГРАУ                              | завдано удару по 23-му арсеналу ГРАУ, з подальшою детонацією            |
| 21.09.2024 | Краснодарський край, Камʼяний             | 719-й артилерійська база боєприпасів           | атака складу боєприпасів (місце зберігання боєприпасів із КНДР)         |
| 21.09.2024 | Краснодарський край, Тихорєцьк            | військовий аеродром                            | ураження і пожежа території військового аеродрому та в/ч                |
| 22.09.2024 | Астраханська обл., Ахтубінськ             | 788-й науково-випробувальний центр             | атака 788-го науково-випробувального центру озброєнь                    |
| 03.10.2024 | Воронезька обл., Борисоглєбськ            | військовий аеродром                            | відомо про атаку безпілотниками території військового аеродрому         |
| 04.10.2024 | Воронезька обл., Анна                     | нафтобаза ТОВ «Аннанафтопродукт»               | атака безпілотників і пожежа сталася вночі на нафтобазі                 |
| 04.10.2024 | Бєлгородська обл., Пєсчанка               | спиртзавод                                     | відомо про атаку безпілотниками Піщанський спиртзаводу                  |
| 05.10.2024 | Воронезька обл., Новохоперський           | спиртзавод                                     | безпілотники атакували спиртзавод «Етанол спирт»                        |
| 05.10.2024 | Бєлгородська обл., Старий Оскол           | спиртзавод                                     | безпілотники атакували спиртзавод                                       |
| 06.10.2024 | Москва                                    | військове училище                              | атака Московського вищого загальновійськового командного училища        |
| 09.10.2024 | Брянська обл., Карачев                    | 67-й арсенал ГРАУ                              | ударні безпілотники завдали удару по артилерійському арсеналу           |
| 10.10.2024 | Адигея, Родніковий                        | військовий аеродром                            | безпілотники атакували російський військовий аеродром «Ханская»         |
| 20.10.2024 | Липецька обл., Липецьк                    | військовий аеродром «Липецьк-2»                | завдано удару по аеродрому «Липецьк-2»                                  |
| 20.10.2024 | Нижньогородська обл., Дзержинськ          | оборонний завод ім. Свердлова                  | атаковано російський оборонний завод ім. Свердлова у Дзержинську        |
| 22.10.2024 | Тамбовська обл., Розсказово               | спиртзавод «Біохім»                            | українські безпілотники вночі 22 жовтня атакували спиртзавод            |
| 22.10.2024 | Тульська обл., Єфремов                    | спиртзавод                                     | уражено два російські спиртзаводи у Тульській області                   |
| 22.10.2024 | Тульська обл., Лужковський                | спиртзавод                                     | уражено два російські спиртзаводи у Тульській області                   |
| 28.10.2024 | Воронезька обл., Красноє                  | спиртзавод «Етанол спирт»                      | атаковано спиртзавод (2021 року модернізований за 1+ млрд рублів)       |
| 29.10.2024 | Чечня, Гудермес                           | університет спецназу                           | відомо про атаку безпілотниками будівель університет спецназу в Чечні   |
| 03.11.2024 | Ростовська обл., Новочеркаськ             | військове наметове містечко                    | ударні безпілотники атакували полігон із російськими військовими        |
| 06.11.2024 | Дагестан, Каспійськ                       | військова частина, оборонному завод            | завдано ударів по в/ч та оборонному заводу в місті Каспійськ            |
| 08.11.2024 | Саратовська обл., Саратов                 | нафтопереробний завод                          | атаковано Саратовський нафтопереробний завод, пожежа                    |
| 09.11.2024 | Тульська обл., Алексін                    | Алексінський хімічний комбінат                 | атаковано підприємство з виробництва пороху                             |
| 10.11.2024 | Брянська обл., Брянськ                    | оборонний завод                                | влучання у завод по ремонту артилерійських систем «120 арсенал»         |
| 12.11.2024 | Бєлгородська обл., Старий Оскол           | нафтобаза «Осколнєфтєснаб»                     | атаковано резервуари нафтобази, пожежа на одному з резервуарів          |
| 13.11.2024 | Пензенська обл., Монтажний                | нафтосховище комбінату «Утес» Росрезерву       | атаковано нафтосховище Росрезерву, уражено один із резервуарів          |
| 15.11.2024 | Краснодарський край, Кримськ              | військовий аеродром                            | відбулася атака дронів на військовий аеродром «Кримськ»                 |
| 17.11.2024 | Удмуртія, Іжевськ                         | оборонний завод «Купол»                        | уражено цех заводу Купол — одного з найбільших підприємств ВПК РФ       |
| 18.11.2024 | Бєлгородська обл., Губкін                 | командний пункт армії                          | уражено командний пункт угруповання військ «сєвєр»                      |
| 19.11.2024 | Бєлгородська обл., Алєксєєвка             | завод «ЕФКО»                                   | атака заводу «ЕФКО» (виробниче приміщення, інфраструктура і ЛЕП)        |
| 19.11.2024 | Воронезька обл., Каменський р-н           | завод                                          | під атаку українських дронів потрапило промислове підприємство          |
| 22.11.2024 | Калузька обл., Калуга                     | нафтобаза «Роснєфть»                           | безпілотники уразили резервуари нафтобази «Роснєфть»                    |
| 25.11.2024 | Калузька обл., Калуга                     | НПЗ «Калуґанєфтєпродукт»                       | уражений НПЗ «Калуґанєфтєпродукт», масштабна пожежа                     |
| 25.11.2024 | Калузька обл., Калуга                     | оборонний завод НВО «Тайфун»                   | уражений завод НВО «Тайфун» (випускає деталі для ракет Онікс і Х-35)    |
| 29.11.2024 | Ростовська обл., Каменськ-Шахтинський     | нафтобаза комбінату «Атлас» Росрезерву         | дрони вдруге у 2024 році уразили нафтобазу                              |
| 04.12.2024 | Чечня, Грозний                            | казарми поліції спеціального призначення       | ударний дрон атакував казарми полку поліції спеціального призначення    |
| 11.12.2024 | Брянска обл., Брянськ                     | НП «Брянськ»                                   | атаковано наливний пункт нафтопроводу «Дружба»                          |
| 12.12.2024 | Чечня, Грозний                            | казарми поліції спеціального призначення       | дрон атакував казарму полку спецпризначення поліції в Грозному          |
| 14.12.2024 | Орловська обл., Стальной конь             | нафтобаза                                      | ударні безпілотники атакували нафтобазу біля міста Орел                 |
| 15.12.2024 | Чечня, Грозний                            | місця базування силових структур               | ударні безпілотники атакували приміщення бази ОМОНу та 2-го полку       |
| 19.12.2024 | Ростовська обл., Новошахтинськ            | Новошахтинський завод нафтопродуктів           | влучання зафіксовано по Новошахтинському заводі нафтопродуктів          |
| 21.12.2024 | Татарстан, Казань                         | житлові будинки                                | безпілотники атакували декілька житлових будинків                       |
| 22.12.2024 | Орловська обл., Стальной конь             | нафтобаза                                      | безпілотники атакували нафтобазу                                        |
| 22.12.2024 | Ростовська обл., Персіановський           | полігон «Кадамовскій»                          | був уражений склад боєприпасів                                          |
| 24.12.2024 | Ростовська обл., Міллерово                | військовий аеродром                            | уражено ТЕЧ військового аеродрому, де ремонтували винищувачі            |
| 29.12.2024 | Ростовська обл., Сальськ                  | локомотивне депо                               | атаковано споруди на території локомотивного депо                       |
| 31.12.2024 | Смоленська обл., Ярцево                   | нафтобаза                                      | у ніч проти 31 грудня ударні безпілотники влучили у місцеву нафтобазу   |
| 31.12.2024 | Брянська обл., Мамай                      | ПНС нафтопроводу «Дружба»                      | удар проміжній нафтоперекачувальній станції (ПНС) «Новозибков»          |

### 2025
| дата       | регіон                                | об'єкт                                       | влучання                                                                    |
| ---------- | ------------------------------------- | -------------------------------------------- | --------------------------------------------------------------------------- |
| 04.01.2025 | Ленінградська обл., Усть-Луга         | термінал ТОВ «Новатранс»                     | зазнав атаки нафтовий термінал ТОВ «Новатранс»                              |
| 04.01.2025 | Смоленська обл., Сафоново             | ракетобудівне підприємство АТ «Авангард»     | атаки дронами зазнало ракетобудівне підприємство                            |
| 08.01.2025 | Саратовська обл., Енгельс             | нафтобаза комбінату Росрезерву «Кристалл»    | дрони уразили сховище авіапального для стратегічної авіації                 |
| 09.01.2025 | Курська обл., Горшеченський р-н       | птахофабрика «Черкізове куряче царство»      | від атаки виникла пожежа на птахофабриці «Черкізове куряче царство»         |
| 10.01.2025 | Ростовська обл., Крюків               | завод «ПластФактор»                          | внаслідок атаки загорівся завод «ПластФактор»                               |
| 10.01.2025 | Ростовська обл., Чалтир               | Чалтирський цегляний завод                   | внаслідок атаки загорівся Чалтирський цегляний завод                        |
| 10.01.2025 | Ленінградська обл., Гатчина           | завод «Інгрія Тех»                           | атаковане підприємство панельних покриттів та лакофарбових виробів          |
| 10.01.2025 | Краснодарський край, Новоросійськ     | порт                                         | атака портової інфраструктури, відомо про сильну пожежу                     |
| 13.01.2025 | Краснодарський край, Гай-Кодзор       | компресорна станція «Турецького потоку»      | атака компресорної станції «Російська» трубопроводу «Турецький потік»       |
| 14.01.2025 | Брянська обл., Сєльцо                 | Брянський хімічний завод                     | атаковано Брянський хімічний завод                                          |
| 15.01.2025 | Воронезька обл., Лиски                | нафтобаза                                    | дрони вдарили по нафтобазі у Воронезькій області, виникла пожежа            |
| 18.01.2025 | Калузька обл., Людиново               | нафтобаза «Калуґанєфтєпродукт»               | cили спецоперацій атакували дронами нафтобазу у Калузькій області           |
| 18.01.2025 | Тульська обл., Дєділово               | нафтобаза                                    | військові ГУР МО завдали удару по нафтобазі в Тульській області             |
| 20.01.2025 | Татарстан, Казань                     | Казанський авіаційного заводу                | дрони-камікадзе атакували територію Казанського авіаційного заводу          |
| 21.01.2025 | Воронезька обл., Лиски                | нафтобаза                                    | відомо про повторний удар по нафтобазі                                      |
| 21.01.2025 | Смоленська обл., Смоленськ            | Смоленський авіаційний завод                 | безпілотники ЗСУ в ніч на 21 січня атакували Смоленський авіаційний завод   |
| 21.01.2025 | Саратовська обл., Саратов             | хімічний завод ТОВ «Саратоворгсинтез»        | безпілотники атакували хімічний завод ТОВ «Саратоворгсинтез»                |
| 24.01.2025 | Рязанська обл., Рязань                | Рязанський нафтопереробний завод             | відомо про атаку і пожежу на місцевому нафтопереробному заводі              |
| 24.01.2025 | Рязанська обл., Рязань                | Ново-Рязанська ТЕЦ                           | відомо про атаку і вибухи на Ново-Рязанській ТЕЦ                            |
| 24.01.2025 | Брянська обл., Брянськ                | завод «Кремній ЕЛ»                           | відомо про четверту за час вторгнення атаку на завод «Кремній ЕЛ»           |
| 26.01.2025 | Рязанська обл., Рязань                | Рязанський нафтопереробний завод             | повторна атака Рязанського нафтопереробного заводу                          |
| 27.01.2025 | Орловська обл., Цимбулова             | склад безпілотників                          | атака по складах зберігання ударних безпілотників                           |
| 29.01.2025 | Тверська обл., Андреаполь             | нафтоперекачувальна станція Андреаполь       | атакована ПНС, складова «Балтійської трубопровідної системи-2»              |
| 29.01.2025 | Нижньогородська обл., Кстово          | НПЗ «Лукойл-Ніжеґороднєфтєорґсінтєз»         | дрони атакували нафтопереробний завод, сталася масштабна пожежа             |
| 29.01.2025 | Тверська обл., Октябрскоє             | 23-й арсенал ГРАУ                            | відомо про повторну атаку 23-го арсеналу ГРАУ                               |
| 30.01.2025 | Брянська обл., Новозибков             | ПНС нафтопроводу «Дружба»                    | атака нафтоперекачувальної станції трубопроводу «Дружба»                    |
| 30.01.2025 | Брянська обл., Найтиповичі            | диспетчерська станція 8Н                     | диспетчерська станція «8Н» нафтопроводу «Дружба»                            |
| 31.01.2025 | Волгоградська обл., Волгоград         | ТОВ «Лукойл-Волгограднафтопереробка»         | відомо про атаку нафтопереробного заводу, зафіксовано вибухи і пожежу       |
| 03.02.2025 | Волгоградська обл., Волгоград         | ТОВ «Лукойл-Волгограднафтопереробка»         | ударні безпілотники повторно уразили нафтопереробний завод «Лукойл»         |
| 03.02.2025 | Астраханська обл., Астрахань          | Астраханський газопереробний завод           | ударні дрони атакували газопереробний завод компанії «Газпром»              |
| 05.02.2025 | Краснодарський край, Новомінська      | нафтобаза ТОВ «Албашнефть»                   | внаслідок атаки ударних дронів загорілися резервуари з нафтопродуктами      |
| 06.02.2025 | Краснодарський край, Пр.-Ахтарськ     | військовий аеродром                          | атаковано військовий аеродром та військову інфраструктуру                   |
| 08.02.2025 | Ростовська обл., Чортково             | нафтоперекачувальна станція                  | безпілотники атакували нафтопереробні станції у двох регіонах РФ            |
| 08.02.2025 | Волгоградська обл., Кулмиженська      | нафтоперегінна станція                       | безпілотники атакували нафтопереробні станції у двох регіонах РФ            |
| 10.02.2025 | Краснодарський край, Афіпський        | Афіпський нафтопереробний завод              | безпілотниками був атакований Афіпський нафтопереробний завод               |
| 11.02.2025 | Саратовська обл., Саратов             | уражено установку гідроочищення Л-24-6       | ударні безпілотники уразили нафтопереробний завод у Саратові                |
| 13.02.2025 | Тверська обл., Андреаполь             | нафтоперекачувальна станція Андреаполь       | СБУ повторно уразила дронами нафтову станцію «Андреаполь»                   |
| 15.02.2025 | Калужська обл., Полотняний Завод      | НПЗ «Пєрвий Завод»                           | відомо про чергову атаку на НПЗ «Пєрвий завод»                              |
| 16.02.2025 | Смоленська обл., Смоленськ            | Смоленський автоагрегатний завод             | атакований завод ТОВ «ПОЛІМІКС» (Смоленський автоагрегатний завод)          |
| 17.02.2025 | Краснодарський край, Ільський         | Ільський нафтопереробний завод               | українські дрони атакували нафтопереробний завод                            |
| 17.02.2025 | Краснодарський край, Кропоткінська    | нафтоперекачувальна станція «Кропоткінська»  | нафтоперекачувальна станція виведена з ладу після атаки БпЛА                |
| 19.02.2025 | Самарська обл., Сизрань               | Сизранський нафтопереробний завод            | безпілотники уразили нафтопереробний завод                                  |
| 21.02.2025 | Краснодарський край, Нововеличковська | електропідстанція                            | безпілотники атакували підстанцію, відбулася пожежа                         |
| 24.02.2025 | Рязанська обл., Рязань                | Рязанський нафтопереробний завод             | відомо про атаку і пожежу на Рязанському нафтопереробному заводі            |
| 26.02.2025 | Краснодарський край, Туапсе           | нафтопереробний завод                        | відомо про атаку нафтопереробного заводу та інфраструктури порту            |
| 03.03.2025 | Башкортостан, Уфа                     | нафтовий завод Уфаоргсинтез                  | безпілотники атакували нафтовий завод Уфаоргсинтез                          |
| 03.03.2025 | Ростовська обл., Чертковський р-н     | нафтопровід                                  | внаслідок атаки дронів загорівся нафтопровід                                |
| 04.03.2025 | Самарська обл., Сизрань               | нафтопереробний завод                        | ударні дрони атакували нафтопереробний завод, відомо про пожежу на НПЗ      |
| 04.03.2025 | Ростовська обл., Новошахтинськ        | Новошахтинський нафтопереробний завод        | дрони атакували Новошахтинський нафтопереробний завод                       |
| 08.03.2025 | Ленінградська обл., Кіриші            | нафтопереробний завод                        | ударні дрони атакували нафтопереробне підприємство                          |
| 08.03.2025 | Брянська обл., Стародуб               | підприємство «Консервсушпрод»                | дрони ударили по підприємству з виробництва сухпайків для армії РФ          |
| 08.03.2025 | Воронезька обл., Бутурлинівка         | спиртзавод                                   | під атаку дронів потрапив спиртзавод                                        |
| 09.03.2025 | Рязанська обл., Рязань                | нафтопереробний завод                        | відомо про атаку і пожежу на Рязанському нафтопереробному заводі            |
| 09.03.2025 | Чувашія, Чебоксари                    | нафтобаза                                    | безпілотники влучили у нафтобазу                                            |
| 09.03.2025 | Липецька обл., НЛМК                   | металургійний комбінат                       | дрони атакували Новолипецький металургійний комбінат                        |
| 10.03.2025 | Самарська обл., Новокуйбишевськ       | Новокуйбишевський нафтопереробний            | ударні дрони атакували Новокуйбишевський нафтопереробний завод              |
| 11.03.2025 | Орловська обл., Стальной конь         | вимірювальна станція трубопроводу «Дружба»   | атака вимірювальної станції «Стальной конь» трубопроводу «Дружба»           |
| 11.03.2025 | Брянська обл., Унеча                  | лінійна виробничо-диспетчерська станція      | ураження інфраструктури нафтопроводу «Дружба»                               |
| 11.03.2025 | Москва                                | багатоповерхові будинки                      | відомо про влучання безпілотників у багатоповерхові будинки                 |
| 12.03.2025 | Калузька обл., Обухово                | виробництво безпілотників                    | атаковане виробництво безпілотників в цехах заводу «Калузький газобетон»    |
| 13.03.2025 | Орловська обл., Стальной конь         | нафтобаза «Стальной Конь»                    | уразжено російську нафтобазу «Стальной Конь»                                |
| 13.03.2025 | Московська обл., Серпухов             | нафтобаза «Ока-центр»                        | атака безпілотників на нафтобазу «Ока-центр»                                |
| 13.03.2025 | Ростовська обл., Калінінскій          | газоперекачувальна станція                   | пожежа на території Калінінської газоперекачувальної станції                |
| 13.03.2025 | Саратовська обл., Саратов             | управління магістральних газопроводів        | уражене Петрівське лінійне виробниче управління магістральних газопроводів  |
| 14.03.2025 | Краснодарський край, Туапсе           | нафтопереробний завод                        | безпілотники атакували НПЗ, на одному з резервуарів спалахнула пожежа       |
| 14.03.2025 | Тамбовська обл., Тамбовський р-н      | газокомпресорна станція КС-27                | безпілотники атакували газокомпресорну станцію КС-27 «Давидовская»          |
| 14.03.2025 | Бєлгородська обл., Радьківка          | склад ракет                                  | атакований польовий склад ракет для комплексів С-300/С-400                  |
| 14.03.2025 | Нижньогородська обл., Муліно          | 333-й центр бойової підготовки               | дрони уразили військовий полігон у 333-му центрі бойової підготовки         |
| 14.03.2025 | Москва                                | багатоповерхові будинки                      | влучання безпілотників у багатоповерхові будинки                            |
| 15.03.2025 | Волгоградська обл., Волгоград         | нафтопереробний завод                        | відомо про атаку на НПЗ, є інформація про пожежу                            |
| 17.03.2025 | Астраханська обл., Астрахань          | газопереробний завод                         | атакований газопереробний завод у власності «Газпрому»                      |
| 18.03.2025 | Бєлгородська обл., Бєлгород           | торгівельний центр                           | влучання безпілотника у торгівельний центр «Атлант Арєна», пожежа           |
| 19.03.2025 | Краснодарський край, Кавказька        | пункт перевалки нафти «Кавказская»           | ударні дрони уразили пункт перевалки нафти «Кавказская»                     |
| 20.03.2025 | Саратовська обл., Енгельс             | склад боєприпасів на аеродромі «Енгельс 2»   | дрони атакували авіабазу «Енгельс 2», зафіксована детонація боєприпасів     |
| 31.03.2025 | Калузька обл., Шайківка               | військовий аеродром                          | дрони знищили склад з ракетами Х-22                                         |
| 05.04.2025 | Мордовія, Саранськ                    | підприємство «Оптіковолоконниє сістєми»      | дрони уразили єдиного у РФ виробника оптоволоконних кабелів для дронів      |
| 05.04.2025 | Самарська обл., Чапаєвськ             | завод «Промсинтез»                           | атакований завод «Промсинтез», який виробляє вибухівку                      |
| 09.04.2025 | Новгородська обл., Дзержинськ         | завод імені Свердлова                        | безпілотники атакували завод імені Свердлова                                |
| 16.04.2025 | Івановська обл., Шуя                  | військова частина 112 рбр                    | дрони атакували 112-ту гвардійську ракетну бригаду армії РФ                 |
| 17.04.2025 | Івановська обл., Шуя                  | військова частина 112 рбр                    | українські дрони повторно атакували пункт базування ракетної бригади        |
| 23.04.2025 | Татарстан, Єлабуга                    | виробничі потужності АТ ОЕЗ ПВТ «Алабуга»    | відомо про атаки безпілотників на завод по виробництву БпЛА                 |
| 30.04.2025 | Владимирська обл., Муром              | завод «Муромскій пріборостроітєльний завод»  | дрони атакували «Муромскій пріборостроітєльний завод»                       |
| 02.05.2025 | Ставропольський край, об'єкт «Звєзда» | об'єкт «Звєзда»                              | дрони уразили військову частину космічної розвідки РФ                       |
| 03.05.2025 | Краснодарський край, Новоросійськ     | зерновий термінал                            | атаковані резервуари на зерновому терміналі, пошкоджені житлові будинки     |
| 07.05.2025 | Калузька обл., Шайківка               | військовий аеродром «Шайківка»               | ударні дрони атакували аеродром «Шайківка»                                  |
| 07.05.2025 | Московська обл., Кубинка              | військовий аеродром «Кубинка»                | було завдано удару по військовому аеродрому Кубинка                         |
| 07.05.2025 | Московська обл., Красноармійськ       | завод «Базальт»                              | відомо про ураження центрального цеху заводу «Базальт»                      |
| 07.05.2025 | Мордовія, Саранськ                    | завод «Саранськкабель»                       | атаковані заводи «Саранськкабель» та АТ «Оптиковолоконні Системи»           |
| 07.05.2025 | Мордовія, Саранськ                    | завод АТ «Оптиковолоконні Системи»           | атаковані заводи «Саранськкабель» та АТ «Оптиковолоконні Системи»           |
| 07.05.2025 | Тульська обл., Тула                   | НВО «СПЛАВ»                                  | атаковані промислові обʼєкти, та НВО «СПЛАВ»                                |
| 07.05.2025 | Тульська обл., Тула                   | оборонний завод «Щєґловскій вал»             | Сили оборони України атакувили новий цех підприємства «Щєґловскій вал»      |
| 21.05.2025 | Орловська обл., Болхов                | АТ «БЗПП»                                    | українські дрони атакували завод із виробництва військової електроніки      |
| 23.05.2025 | Липецька обл., Єлець                  | ПАО «Енергія»                                | атаковано найбільшого виробника акумуляторів для військових систем          |
| 24.05.2025 | Липецька обл., Єлець                  | ПАО «Енергія»                                | повторно атаковано виробника акумуляторів для військових систем             |
| 24.05.2025 | Тульська обл., Новомосковськ          | хімічний комбінат «Азот»                     | ударні дрони влучили в хімічне підприємство «Азот»                          |
| 25.05.2025 | Тверська обл., Мігалово               | військовий аеродром «Мігалово»               | атака аеродрому, де базується російська військово-транспортна авіація       |
| 26.05.2025 | Тульська обл., Тула                   | НВО «СПЛАВ»                                  | повторно уражений завод із виробництва реактивних систем «Сплав»            |
| 26.05.2025 | Татарстан, Єлабуга                    | військовий завод                             | атакований завод, який виробляє дрони-камікадзе типу «Shahed»               |
| 26.05.2025 | Івановська обл., Кінешма              | «Дмітрієвскій хімічєскій завод»              | атаковано хімзавод, що задіяний у виробництві ракетних двигунів             |
| 28.05.2025 | Московська обл., Дубна                | завод «Кронштадт»                            | ударні дрони атакували завод безпілотників «Кронштадт» у Підмосков’ї        |
| 28.05.2025 | Московська обл., Дубна                | Дубненський машинобудівний завод             | дрони атакували Дубненський машинобудівний завод, виробника БпЛА            |
| 28.05.2025 | Московська обл., Зеленоград           | технопарк «Елма»                             | уражено виробництво електроніки, оптики, вимірювальних приладів             |
| 01.06.2025 | Івановська обл., авіабаза «Іваново»   | військовий аеродром «Іваново»                | в ході операції «Павутина» було знищено літаки Ту-95, Ту-22МЗ та Ан-12      |
| 01.06.2025 | Іркутська обл., авіабаза «Біла»       | військовий аеродром «Біла»                   | в ході операції «Павутина» було знищено літаки Ту-95, Ту-22МЗ та Ан-12      |
| 01.06.2025 | Мурманська обл., авіабаза «Оленья»    | військовий аеродром «Оленья»                 | в ході операції «Павутина» було знищено літаки Ту-95, Ту-22МЗ та Ан-12      |
| 02.06.2025 | Воронезька обл., Борисоглєбськ        | військовий аеродром «Борисоглєбск»           | відомо про атаку на військовий аеродром Борисоглєбск                        |
| 06.06.2025 | Саратовська обл., Енгельс             | нафтобаза «Комбінат Крісталл»                | атакована нафтобаза «Комбінат Крісталл», пошкодження житлових будинків      |
| 06.06.2025 | Тамбовська обл., Мічурінськ           | завод «Прогрес»                              | дрони атакували завод що виробляв обладнання для ракет і авіатехніки        |
| 07.06.2025 | Нижньогородська обл., Кстово          | бітумний завод                               | дрони уразили бітумний завод                                                |
| 08.06.2025 | Тульська обл., Новомосковськ          | хімічний комбінат «Азот»                     | дрони влучили у хімкомбінат «Азот»                                          |
| 09.06.2025 | Чуваська республіка, Чебоксари        | завод «ВНИИР-Прогрес»                        | влучання дронів на території підприємства «ВНИИР-Прогрес»                   |
| 11.06.2025 | Тамбовська обл., Котовськ             | пороховий завод                              | пороховий завод загорівся після атаки дронів                                |
| 12.06.2025 | Московська обл., Зубово               | завод «Резоніт»                              | українськими дронами був уражений завод «Резоніт» в технопарку «Зубово»     |
| 13.06.2025 | Воронезька обл., Бутурлинівка         | військовий аеродром «Бутурлинівка»           | атаковано 899-й гвардійський штурмовий авіаційний Оршанський полк           |
| 14.06.2025 | Ставропольський край, Невинномиськ    | завод «Нєвінномисскій Азот»                  | дрони уразили завод, пов’язаний із виробництвом ракетних двигунів           |
| 14.06.2025 | Самарська обл., Новокуйбишевськ       | Новокуйбишевская нєфтєхімічєская компанія    | уражено виробника газопереробно та, нафтохімічної продукції                 |
| 15.06.2025 | Татарстан, Єлабуга                    | виробничі потужності АТ ОЕЗ ПВТ «Алабуга»    | уражено промислово-виробничий комплексу «Алабуга»                           |
| 18.06.2025 | Тульська обл., Тула                   | військовий завод                             | атаковане конструкторське бюро приладобудування                             |
| 20.06.2025 | Тульська обл., Тула                   | військовий завод                             | повторно атаковане конструкторське бюро приладобудування                    |
| 22.06.2025 | Ростовська обл., Каменськ-Шахтинський | нафтобаза комбінату «Атлас» Росрезерву       | відомо про атаку і пожежу на комбінаті «Атлас» Росрезерву                   |
| 26.06.2025 | Брянська обл., Брянськ                | склади зберігання ПММ 1061 ЦМТО              | дрони ГУР атакували склади зберігання ракетного палива                      |
| 27.06.2025 | Волгоградська обл., Мариновка         | військовий аеродром «Мариновка»              | атаковано літаки Су-34, три винищувачі згоріли повністю, ще два — частково  |
| 28.06.2025 | Брянська обл., Брянськ                | 120-й арсенал ГРАУ                           | уражено 120-й арсенал ГРАУ МО РФ                                            |
| 01.07.2025 | Удмуртія, Іжевськ                     | Іжевський електромеханічний завод «Купол»    | дрони атакували завод що виробляє безпілотники і ЗРК                        |
| 03.07.2025 | Курська обл., Халіно                  | військовий аеродром «Халіно»                 | українські сили знищили склад авіаційного озброєння на аеродромі «Халіно»   |
| 03.07.2025 | Липецька обл., Єлець                  | ПАО «Енергія»                                | атаковано найбільшого виробника акумуляторів для озброєнь РФ                |
| 04.07.2025 | Московська обл., Сергієв Посад        | «НІІ прікладной хіміі»                       | атаковано виробництво бойових частин для безпілотників-камікадзе            |
| 04.07.2025 | Ростовська обл., Азов                 | АТ «Азовскій оптіко-мєханічєскій завод»      | дрони атакували оптико-механічний завод                                     |
| 05.07.2025 | Воронезька обл., Борисоглєбськ        | військовий аеродром «Борисоглєбск»           | дрони атакували авіаційний центр підготовки та авіабазу «Борисоглєбськ»     |
| 05.07.2025 | Чувашія, Чебоксари                    | завод «ВНІІР-Прогресс»                       | українські дрони уразили виробничий цех «ВНІІР-Прогресс»                    |
| 07.07.2025 | Московська обл., Краснозаводськ       | Краснозаводський хімічний завод              | дрони атакували Краснозаводський хімічний завод                             |
| 11.07.2025 | Краснодарський край, Єйськ            | РЛС                                          | відомо про пошкоджену РЛС та пораненого військового                         |
| 11.07.2025 | Ростовська обл., Таганрог             | авіазавод «ТАНТК імені Г. К. Берієва»        | відомо про атаку безпілотників на на авіазавод «ТАНТК імені Г. К. Берієва»  |
| 11.07.2025 | Тульська обл., Тула                   | АТ «Конструкторскоє бюро пріборостроєнія»    | дрони атакували підприємства російського ВПК                                |
| 11.07.2025 | Тульська обл., Тула                   | НВО «Сплав»                                  | дрони атакували підприємства російського ВПК                                |
| 11.07.2025 | Тульська обл., Тула                   | АТ «Щєґловскій вал»                          | дрони атакували підприємства російського ВПК                                |
| 13.07.2025 | Нижньогородська обл., Кстово          | НПЗ «Лукойл-Ніжеґороднєфтєорґсінтєз»         | відомо про атаку на нафтопереробний завод                                   |
| 15.07.2025 | Липецька обл., Єлець                  | ПАО «Енергія»                                | відомо про чергову атаку на завод ПАО «Енергія»                             |
| 17.07.2025 | Тульська обл., Первомайський          | Об’єднана хімічна компанія «Щєкіноазот»      | було завдано удару по території об’єднаної хімічної компанії «Щєкіноазот»   |
| 19.07.2025 | Ростовська обл., станція Лихая        | залізничний вузол                            | відомо про атаку по залізничній інф-рі на перегоні Лихая — Замчалово        |
| 21.07.2025 | Ростовська обл., Каменоломні          | залізничний вузол                            | українські безпілотники атакували залізничний вузол                         |
| 23.07.2025 | Ростовська обл., Новочеркаськ         | залізничний вузол                            | атаковано залізничну станцію                                                |
| 24.07.2025 | Краснодарський край, Адлер            | нафтобаза «ЛУКОЙЛ‑Юґнєфтєпродукт»            | влучання безпілотників по нафтобазі «ЛУКОЙЛ‑Юґнєфтєпродукт»                 |
| 24.07.2025 | Краснодарський край, Адлер            | паливна інфраструктура                       | відомо про атаку на паливну інфраструктуру аеропорту міста Сочі             |
| 25.07.2025 | Ставропольський край, Невинномиськ    | завод «Нєвінномисскій Азот»                  | дрони повторно уразили завод, з виробництвом ракетних двигунів              |
| 25.07.2025 | Тамбовська обл., Котовськ             | пороховий завод                              | чергова атака на Тамбовський пороховий завод                                |
| 25.07.2025 | Ростовська обл., Новочеркаськ         | залізнична інфраструктура, електростанція    | під удар потрапила електростанція, залізниця та залізничний вокзал          |
| 26.07.2025 | Ставропольський край, Ставрополь      | завод радіоелектроніки «Сигнал»              | дрони атакували завод що виробляє системи радіоелектронного придушення      |
| 27.07.2025 | Волгоградська обл., Октябрський       | залізнична електропідстанція «Жутово»        | дрони атакували залізничну електропідстанцію                                |
| 29.07.2025 | Ростовська обл., Орловський           | тягово‑струмова підстанція «Двійна»          | від атаки безпілотників виникла пожежа в районі тягової підстанції «Двійна» |
| 29.07.2025 | Ростовська обл., Сальськ              | залізничний вузол «Сальск»                   | атаковано ешелон з пальним на вузловій залізничній станції                  |
| 31.07.2025 | Пензенська обл., Пенза                | АТ «Радіозавод»                              | дрони атакували промислове підприємство російського ВПК АТ «Радіозавод»     |
| 31.07.2025 | Волгоградська обл., Котельниково      | тягово‑струмова підстанція «Котельніково»    | безпілотники уразили залізничну станцію, зокрема електропідстанцію та колії |
| 02.08.2025 | Пензенська обл., Пенза                | АТ «Радіозавод», «Електропрібор»             | відомо про атаку дронів на підприємства «Електропрібор» і АТ «Радіозавод»   |
| 02.08.2025 | Рязанська обл., Рязань                | Рязанський НПЗ                               | відомо про атаку на нафтопереробний завод та масштабну пожежу               |
| 02.08.2025 | Самарська обл., Новокуйбишевськ       | Новокуйбишевський нафтопереробний завод»     | відомо про атаку на нафтопереробний завод та масштабну пожежу               |
| 02.08.2025 | Ростовська обл., Углеродовський       | тягово‑струмова підстанція «Ліхая-Замчалово» | було уражено тягово‑струмову підстанцію «Ліхая-Замчалово»                   |
| 03.08.2025 | Краснодарський край, Адлер            | нафтобаза «Роснєфть-Кубаньнєфтєпродукт»      | дрони Сил оборони України уразили нафтобазу                                 |
| 04.08.2025 | Волгоградська обл., Фролове           | диспетчерська будівля вокзалу «Арчеда»       | відбулася атака безпілотників на залізничний вузол                          |
| 05.08.2025 | Ростовська обл., Тацинская            | залізнична станція «Тацинская»               | безпілотники атакували залізничну станцію «Тацинская»                       |
| 06.08.2025 | Брянська обл., Брянськ                | нафтобаза                                    | відомо про атаку території нафтобази та пожежу                              |
| 06.08.2025 | Брянська обл., Унеча                  | лінійна виробничо-диспетчерська станція      | атака по території лінійної виробничо-диспетчерської станції «Унеча»        |
| 06.08.2025 | Ростовська обл., Тацинская            | залізнична станція «Тацинская»               | безпілотники повторно атакували залізничну станцію «Тацинская»              |
| 07.08.2025 | Краснодар. край, Афіпський            | Афіпський нафтопереробний завод              | дрони уразили Афіпський нафтопереробний завод                               |
| 07.08.2025 | Краснодар. край, Словʼянськ-на-Кубані | військова частина 61661                      | відомо про атаку безпілотників на територію військової частини 61661        |
| 07.08.2025 | Волгоградська обл., Волгоград         | сортувальна станція «ім. Максима Горького»   | відомо про ураження залізничного вузла безпілотниками                       |
| 07.08.2025 | Волгоградська обл., Суровикіно        | станція «Суровикіно»                         | відомо про ураження об'єкту Чирської дистанції колії                        |
| 08.08.2025 | Ростовська обл., Міллерово            | нафтобаза ВАТ ПЕК «Ертан»                    | ударні дрони уразили нафтобазу поблизу Міллерово                            |
| 09.08.2025 | Татарстан, Єлабуга                    | логістичний термінал «ім. Ден Сяопіна»       | атака по логістичному терміналі імені Ден Сяопіна                           |
| 10.08.2025 | Саратовська обл., Саратов             | нафтопереробний завод «Роснєфть»             | дрони атакували нафтопереробний завод корпорації «Роснєфть»                 |
| 10.08.2025 | Республіка Комі, Ухта                 | НПЗ «ЛУКОЙЛ-Ухтанєфтєпєрєработка»            | дрони атакували нафтопереробний завод «ЛУКОЙЛ-Ухтанєфтєпєрєработка»         |
| 11.08.2025 | Нижньогородська обл., Арзамас         | АТ «АПЗ»                                     | атакувано завод з виробництва компонентів для авіації та космічних систем   |
| 12.08.2025 | Брянська обл., Унеча                  | лінійна виробничо-диспетчерська станція      | українські дрони атакували нафтоперекачувальну станцію «Унеча»              |
| 12.08.2025 | Ставропольський край, Ставрополь      | завод «Монокристалл»                         | дрони атакували виробника кристалів для оптоелектроніки                     |
| 12.08.2025 | Татарстан, Єлабуга                    | логістичний термінал «ім. Ден Сяопіна»       | повторна атака по логістичному терміналі імені Ден Сяопіна                  |
| 13.08.2025 | Волгоградська обл., Волгоград         | НПЗ «Лукойл-Волгограднефтепереработка»       | атака території нафтопереробного заводу                                     |
| 14.08.2025 | Астраханська обл., Оля                | судно «Порт Оля 4»                           | уражено в порту судно «Порт Оля 4» з комплектуючими до шахедів              |
| 15.08.2025 | Самарська обл., Сизрань               | Сизранський нафтопереробний завод            | відомо про атаку безпілотників на «Сизранський нафтопереробний завод»       |
| 16.08.2025 | Ставропольський край, Невинномиськ    | завод «Нєвінномисскій Азот»                  | ударні дрони атакували хімічний завод «Нєвінномисскій Азот»                 |
| 17.08.2025 | Воронезька обл., Лиски                | залізнична станція «Лиски»                   | дрони атакували залізничну станцію у Воронезькій області                    |
| 18.08.2025 | Тамбовська обл., Нікольскоє-1         | станція «Нікольскоє-1»                       | уражено нафтоперекачувальну станцію нафтопроводу «Дружба»                   |
| 19.08.2025 | Волгоградська обл., Волгоград         | НПЗ «Лукойл-Волгограднефтепереработка»       | повторне ураження нафтопереробного заводу, в також лікарні                  |